# 蒼星杯
蒼星杯（そうせいはい）は、JWP女子プロレスの新人王決定リーグ戦である。別名「ブルースターカップ」。

## 歴史
キャリア2年未満のJWP所属選手を対象とした大会で、新人選手が多くデビューした年度のみ行われていた。
第1回は1993年に開催、第1・2回はリーグ戦形式で行われたが、第3回は対象者4人のうち1人が開催前に退団したため3人による巴戦形式となった。優勝トロフィーは小さめ。プレゼンターは前回優勝者が務める。
第3回（1998年）以降は長らく蒼星杯を行える状況になかったが、2010年から2011年にかけて新人が相次いでデビューしてきたため、2011年に13年ぶりの開催が発表された。JWP所属選手推薦の他団体選手も参加し、9月23日の新宿FACE大会よりリーグ戦形式で行われる。決勝戦は12月23日の後楽園ホール大会で開催。

## 大会形式（2011年）
- 15分1本勝負の総当たり戦
- あらゆる勝ち2、引き分け1、負け0の勝ち点制
- 勝ち点上位2名が無制限1本勝負の決勝戦に進む

## 歴代優勝者
| 回 | 年   | 優勝者     | 準優勝者            | その他出場者                                                      | 備考                                |
| -- | ---- | ---------- | ------------------- | ----------------------------------------------------------------- | ----------------------------------- |
| 1  | 1993 | 奥津智子   | 外山寿美代          | 桑原三佳、小林美津恵、永野由美、日置まち子                        |                                     |
| 2  | 1995 | 天野理恵子 | 宮口知子            | 久住智子、本谷香名子、倉垣靖子、宮崎有妃                          | 決勝戦は両国国技館。                |
| 3  | 1998 | 春山香代子 | 渡辺えりか 佐井富子 | ―                                                                 | 巴戦。                              |
| 4  | 2011 | 勝愛実     | ラビット美兎        | masu-me、川佐ナナ、矢神知樹、長野ドラミ、レイディ・アフロディータ | アイスリボン・REINAでも公式戦開催。 |